# Nasturtiopsis coronopifolia
Nasturtiopsis  es un género monotípico de plantas fanerógamas perteneciente a la familia Brassicaceae. Su única especie: Nasturtiopsis coronopifolia es originaria del  Norte de África.

## Taxonomía
Nasturtiopsis coronopifolia fue descrita por (Desf.) Boiss. y publicado en Flore de la Nouvelle Calédonie et Dépendances 1: 237. 1867.
Sinonimia
- Nasturtiopsis arabica Boiss.
- Nasturtiopsis coronopifolia subsp. arabica (Boiss.) Greuter & Burdet
- Nasturtiopsis coronopifolia subsp. coronopifolia Boiss.
- Nasturtiopsis coronopifolia var. coronopifolia (Desf.) Boiss.
- Sisymbrium ceratophyllum Desf.
- Sisymbrium coronopifolium Desf. basónimo[3]